# سرة أفقية
سرة أفقية (الاسم العلمي:Umbilicus horizontalis) هي نوع من النباتات يتبع جنس السرة من الفصيلة الكرسولية.